# 田中八寿穂
田中 八寿穂（たなか やすほ）は、日本の映像作家、アニメーター。
主に、NHKの音楽番組「みんなのうた」などのアニメーションを制作している。

## 作成作品一覧

### みんなのうた
- ◆は、5分間1曲枠の楽曲（ロングのうた）。
- 1.わが名はカウボーイ / 石井祥子、ひばり児童合唱団（1971年12月・1972年1月放送）
- 2.少年海賊団の唄 / クニ河内、東京放送児童合唱団（1976年6月・7月放送）
- 3.わたしは「とうふ」です / 熊倉一雄、東京放送児童合唱団（1977年8月・9月放送）